# Borzești (okręg Kluż)
Borzești – wieś w Rumunii, w okręgu Kluż, w gminie Iara. W 2011 roku liczyła 51 mieszkańców.